# 秀貴甘蔗
又名紅甘蔗:146，为禾本科甘蔗属下的一个种。皮墨紅色，莖肉富纖維質多汁液，清甜嫩脆、食而不膩，可削皮後直接食用或搾汁飲用。

## 延伸阅读
[在维基数据编辑]
 《植物名實圖考·甘蔗》，出自吳其濬《植物名實圖考》